# Миямото, Сигэру
Сигэру Миямото (яп. 宮本 茂 Миямото Сигэру, род. 16 ноября 1952) — японский геймдизайнер, создавший такие серии видеоигр, как Mario, Donkey Kong, The Legend of Zelda, Star Fox, Nintendogs, Wave Race и Pikmin для игровых консолей Nintendo.
Его игры отличаются совершенствующимся управлением и неповторимыми мирами, в которых игроку приходится искать множество секретов и открывать новые локации. Также многие его проекты имеют свою сюжетную линию, зародившуюся в самых первых играх серии.
Когда Миямото начал работать в Nintendo в качестве художника в 1980 году, ему было поручено разработать дизайн одной из первых игр для аркадных игровых автоматов. Игра получила название Radar Scope и не пользовалась популярностью в США. Позже Миямото сделал редизайн: в итоге появилась очень удачная игра Donkey Kong, с главным персонажем Jump Man, впоследствии переименованным в легендарного Mario. Вскоре Сигэру Миямото стал знаменитым продюсером Nintendo, создавшим множество серий видеоигр, многие из которых популярны до сих пор.
В настоящее время занимает пост директора и генерального менеджера Nintendo EAD — корпоративного сектора Nintendo of Japan. В 1998 году Миямото стал первым человеком в Зале Славы Академии интерактивных искусств и наук. Имя Миямото помещено в Зал славы компьютерных игр.  В 1997 году Computer Gaming World поставил Сигэру Миямото на восьмое место в списке самых влиятельных людей в игровой индустрии за его вклад в игровой дизайн.

## Биография

### Ранняя жизнь
Сигэру Миямото родился на территории нынешнего города Нантан (до 1 января 2006 года Фунаи-гун, Сонобэ-чо) префектуры Киото, Япония. Он второй ребёнок Иидзякэ Миямото и Хинако Аруха. В детстве Сигэру Миямото любил рисовать и раскрашивать картинки, исследовать ландшафты, окружающие его дом. Существуют истории, рассказывающие о его исследованиях пещер, озёр и прочих природных черт, которые потом сказались на его работе. Например, игра The Legend of Zelda была инспирирована в виде лабиринтов, похожих на дом Сигэру Миямото. Другой пример — это история персонажа Chain Chomp, который является врагом во многих играх с участием Марио. В детстве на Миямото напала соседская собака, которая сидела на цепи. Имя собаки «Cheru» впоследствии упоминается в игре Star Fox. 
В начальных классах школы мечтал поступить в труппу кукольного театра. В средних классах – загорелся мечтой стать рисовальщиком манги, создал вместе с друзьями клуб манги и даже участвовал в конкурсах манги. Одна из его работ, с которой он выступил на конкурсе манги в старших классах школы даже была напечатана в журнале (Shosetsu Junior). Впрочем, вскоре после поступления в колледж (старшая школа) он забрасывает увлечение мангой и начинает готовиться к поступлению на технический факультет университета. После некоторого времени он снова возвращается к своему увлечению и подумывает о работе в промышленном дизайне. 
В 1977 году Миямото окончил колледж искусств Канадзава по профилю промышленного дизайна. Он утверждает, что любит электронную музыку, а также слушает такие группы как Loving Spoonful, Nitty Gritty Dirt Band и The Beatles. В 1977 году Миямото удалось встретиться с Хироси Ямаути, который был другом его отца и главой «Nintendo of Japan». Ямаути назначил Миямото художником и направил его на обучение в департамент планирования.

### Nintendo
В 1980 году компания Nintendo of America пыталась занять место на рынке аркадных игровых автоматов. После удачных тестов прототипов Минору Аракава заказал большую партию автоматов с игрой Radar Scope. Со временем их смогли произвести и доставить в США. К сожалению игра потерпела крах. Nintendo срочно нужна была игра, которую можно установить на те же самые автоматы. Ямаути поручил Миямото создать игру, которая либо спасёт, либо погубит компанию.
Миямото проконсультировался с некоторыми инженерами компании, в результате родилась игра Donkey Kong. Как только игра была готова, чипы, содержащие игру, сразу же отправлялись в США, где устанавливались в автоматы с Radar Scope. Игра Donkey Kong стала абсолютным хитом и не только спасла компанию, но и создала для неё несколько брендовых ассоциативных персонажей.
Для игры Миямото создал трёх персонажей: Donkey Kong, Jump Man и Lady. Jump Man теперь известен миру как Марио, персонаж стал очень популярным, и после дебюта в Donkey Kong он появился более чем в 100 играх, вышедших на различных игровых платформах. Миямото сам сочинил музыку для игры, используя маленькую электронную клавиатуру. А Lady обрела имя Паулина (англ. Pauline) и появилась в серии игр Mario vs. Donkey Kong в качестве «девицы в беде», а также Super Mario Odyssey в роли мэра Нью-Донк Сити.
В титрах игр с Mario Миямото обычно обозначается как продюсер. Исключения составляют игры серии Super Mario Land для карманной консоли Game Boy, в создании которых он не принимал участия (их разрабатывал Гумпэй Ёкои).
Несмотря на то, что он очень важная фигура в игровой индустрии и несёт ответственность за франчайзы, стоящие миллионы долларов, Миямото считается очень скромным. Он настаивает на урегулировании его доходов со средним уровнем и зачастую добирается до работы на велосипеде.

### Конкуренция с Sony и Microsoft
При разработке Wii Миямото впервые начал непосредственно участвовать в битве консолей. Он решил, что его коллеги слишком сосредоточены на хардкорных игроках. Миямото верил, что его проект поможет обогнать по продажам PlayStation 3 и Xbox 360 благодаря его новому девизу: «Игры должны быть чем-то, во что захочет играть каждый». «Было время, когда Nintendo не влияла на мир, как ей хотелось бы»,— говорит он: «Вот почему я потратил столько времени, изучая новые способы управления, которые мы можем использовать».
В первые шесть месяцев после начала продаж Wii обогнала по количеству проданных консолей обоих конкурентов. Когда Миямото спросили, как он представляет эту конкуренцию в будущем, он ответил, что возлагает большие надежды на свою команду и сказал: «Я мечтаю о том, что Wii станет устройством, которое каждый привыкнет видеть рядом с телевизором».

## Личная жизнь
Хотя Миямото разработал несколько популярных игр, в свободное время он редко играет[когда?] в видеоигры, предпочитая проводить время с семьёй и играть на гитаре и банджо. У Сигэру Миямото есть двое детей и жена, Ясуко Миямото, которая была генеральным менеджером Nintendo of Japan в 1977 году. Ни один из детей не выразил желания заниматься семейным бизнесом. Миямото утверждает, что его жена не любит видеоигры, но ей нравится Brain Age и Everybody Votes Channel. У Сигэру Миямото есть собака по имени Pikku (произносится «Пик»), которая стала вдохновением для Nintendogs.